# Narda (Hongrie)
Narda est une commune du comitat de Vas en Hongrie, résultant de l'union en 1950 des communes de Kisnarda et Nagynarda.